# Паметник на Гоце Делчев (Банско)
Паметникът на Гоце Делчев е бюст в чест на водача на Вътрешната македоно-одринска организация Гоце Делчев (1872 – 1903) в Банско, България. Издигнат е на 5 октомври 2019 година по повод 107-ата годишнина от освобождението на града и е разположен на улица „Гоце Делчев”, непосредствено до сградата на училището. Скулптур на паметника е Станислав Корчев.
Тържествата в Банско започват с тържествена Света литургия в църквата „Света Троица“. Открит е в присъствие на учителството с думите: „Точно на този ден, Денят на Банско, Денят на българският учител, до училището се открива паметник на големият Гоце Делчев, който със своя пример е вдъхновение за нас, поколенията учители, за да може днес нашият град да бъде средище на българщината и на духовността“.